# A Coney Island Princess
A Coney Island Princess è un film muto del 1916 diretto da Dell Henderson. Il film, prodotto dalla Famous Players Film Company e distribuito dalla Paramount Pictures, uscì nelle sale il 4 dicembre 1916. Il soggetto si basa su un lavoro teatrale, The Princess Zim-Zim, di Edward Sheldon andato in scena ad Albany, nello stato di New York, il 4 dicembre 1911.

## Trama
Dopo che il fidanzato Pete Milholland si è presentato ubriaco a una partita di polo, l'elegante e mondana signorina Alice Gardner rompe il fidanzamento. Depresso, Pete lascia il bel mondo per scendere nei bassifondi; si reca così nella popolare Coney Island, dove conosce e si innamora di Tessie, una ragazza che fa la danzatrice esotica con il nome di Principessa Zim-Zim. Pete si porta a casa Tessie, deciso a sposarla, mettendo in subbuglio con questa notizia tutti i suoi aristocratici amici. Uno dei motivi che lo porta ad essere così determinato è il fatto di aver saputo che Alice si è fidanzata con Tony Graves. Incontrata per caso l'ex fidanzata, scopre che lei, in realtà, non ha mai fatto nessun piano per il futuro con Tony: Pete, allora, l'abbraccia. Tessie, che li vede, capisce che Pete ama ancora l'altra. Facendosi forza, finge di non essere mai stata innamorata di lui, lasciandolo così libero di tornare da Alice.

## Produzione
Il film fu prodotto dalla Famous Players Film Company.

## Distribuzione
Il copyright del film, richiesto dalla Famous Players Film Co., fu registrato il 29 novembre 1916 con il numero LP9636.
Distribuito dalla Paramount Pictures, il film uscì nelle sale cinematografiche statunitensi il 4 dicembre 1916.
Non si conoscono copie ancora esistenti della pellicola che viene considerata presumibilmente perduta.